# Скерневицкий повет
Скерневицкий повет (пол. Powiat skierniewicki) — повет (район) в Польше, входит как административная единица в Лодзинское воеводство.
Центр повета — город Скерневице (в состав повета не входит). Занимает площадь 756,12 км². Население — 38 177 человек (на 31 декабря 2015 года).

## Административное деление
- сельские гмины: Гмина Болимув, Гмина Глухув, Гмина Годзянув, Гмина Ковесы, Гмина Липце-Реймонтовске, Гмина Макув, Гмина Новы-Кавенчин, Гмина Скерневице, Гмина Слупя

## Демография
Население повета дано на 31 декабря 2015 года.
| Перепись            | Всего  | Мужчины | Женщины |
| ------------------- | ------ | ------- | ------- |
| Всего               | 38 177 | 18 913  | 19 264  |
| Городское население | 0      | 0       | 0       |
| Сельское население  | 38 177 | 18 913  | 19 264  |